# Nouvelles Méditations poétiques
Nouvelles Méditations poétiques est un recueil de poèmes d'Alphonse de Lamartine paru en 1823.
Il fait suite au recueil Méditations poétiques paru trois ans auparavant en 1820.
Dans ce recueil, Lamartine représente la Nature largement, sans aucune préoccupation d'exactitude descriptive, mais comme une chose toute pénétrée d'âme, où sa sympathie se fond et s'anéantit.
Les poèmes les plus remarquables de ces Nouvelles Méditations sont : Ischia, la Sagesse, les Préludes, le Crucifix et la série de poème Chant d'amour.